# Kitwe (Distrikt)
Kitwe ist einer von zehn Distrikten in der Provinz Copperbelt in Sambia. Er hat eine Fläche von 813 km² und es leben 661.900 Menschen in ihm (2022). Hauptstadt des Distriktes ist das gleichnamige Kitwe.

## Geografie
Der Distrikt liegt etwa 40 Kilometer nordwestlich von Ndola, der Hauptstadt der Provinz Copperbelt, und etwa 260 Kilometer nördlich von Lusaka entfernt. Er liegt auf einer mittleren Höhe zwischen etwa 1300 m und 1200 m über dem Meeresspiegel. Ein Teil der Ostgrenze wird durch den Kafue gebildet.
Der Distrikt reicht bis auf wenige Meter bis an die Demokratische Republik Kongo im Osten, hat aber keine gemeinsame Grenze mit ihr. Er grenzt im Norden und Osten an den Distrikt Mufulira, im Süden an die Distrikte Ndola und Luanshya, und im Westen an Lufwanyama und Kalulushi.

## Demografie
Der Distrikt Kitwe hatte 2010 eine Gesamtbevölkerung von 517.543 Menschen, was etwa 24 Prozent der Bevölkerung der Provinz entsprach. Kitwes Einwohner sind jung, etwas mehr als 66 Prozent der Bevölkerung sind jünger als 25 Jahre.

## Landwirtschaft
Der Distrikt Kitwe hat eine Gesamtfläche von 813 km² (frühere Messungen 77.700 ha). Von dieser Fläche sind ungefähr 25.700 ha Ackerland und 16.000 ha Waldschutzgebiete. Der Distrikt hat einen durchschnittlichen Niederschlag von über 1200 mm. Die wichtigsten angebauten Feldfrüchte sind Mais, Süßkartoffeln, Maniok, Erdnüsse und Gemüse (Tomaten, Kohl, Chinakohl, Raps, Spinat und Karotten). Eine große Anzahl von Landwirten produziert auch Sojabohnen.
Kitwe hat fruchtbaren Boden. Der Distrikt hat insgesamt 800 landwirtschaftliche Betriebe und 96 % der landwirtschaftlichen Betriebe sind Kleinbetriebe, während 3 % mittelgroße landwirtschaftliche Betriebe und 1 % große landwirtschaftliche Betriebe sind. Der Distrikt hat insgesamt 12 gewerbliche, 23 mittlere und 7.513 Kleinbauern registriert.